# Djatlov
Djatlov [djátlov] (rusko Дя́тлов, belorusko Дзятлаў: Dzjatlav, ukrajinsko Дя́тлов) je priimek več osebnosti.

## Znani nosilci priimka

### A
- Aleksander Ivanovič Djatlov (1910 — 1948) — heroj Sovjetske zveze
- Ales Djatlov (*1938) — beloruski pisatelj
- Anatolij Stepanovič Djatlov (1931 — 1995) — ruski inženir, namestnik glavnega inženirja černobilske jedrske elektrarne
- Artjom Andrejevič Djatlov (*1989) — uzbekistanski atlet

### I
- Ivan Aleksejevič Djatlov (*1959) — ruski mikrobiolog
- Ignatij Semjonovič Djatlov (1925 — 1999) — ruski častnik, heroj Sovjetske zveze
- Igor Djatlov
  - Igor Aleksejevič Djatlov  (1936 — 1959) — študent, voditelj umrle turne skupine
  - Igor Sergijovič Djatlov (*1981) — ukrajinski politik

### J
- Javgen Konstancinavič Djatlov (1923 — 2003) — beloruski arhitekt
- Jevgenij Djatlov
  - Jevgenij Valerjevič Djatlov (*1963) — ruski igralec, pevec, glasbenik

### N
- Nikolaj Aleksejevič Djatlov (1901 — 1978) — delavec varstva pravnega reda, policijski komisar

### P
- Petro Jurijovič Djatlov (Djatliv, 1883 — 1937) — ukrajinski politični delavec, revolucionar, prevajalec, urednik, publicist

### S
- Semjon Vladimirovič Djatlov (Semyon Dyatlov) (*1987) — rusko-ameriški matematik

### V
- Valerij Igorjevič Djatlov (Leri Vinn; *1962) — ukrajinski pevec
- Vasil Dzjatlav (* 1969) — beloruski nogometaš
- Vasilij Djatlov
  - Vasilij Nikolajevič Djatlov (1923 — 1994) — ruski častnik
  - Vasilij Semjonovič Djatlov (1910 — 1988) — heroj Sovjetske zveze
- Vjačeslav Lukič Djatlov (1931 — 2005) — mikroelektronik, mikroelektromehanik
- Vladimir Semjonovič Djatlov (1924 — 1996) — ruski novinar, pisatelj, dramaturg

## Djatlova
- Natalja Vasiljevna Djatlova (bolj znana pod priimkom Smirnicka; 1927 — 2004) — ruska atletinja

## Naselja
- Djatlov — hutor, Mostovski rajon Krasnodarskega kraja